# Elaenia pallatangae
Elaenia pallatangae là một loài chim trong họ Tyrannidae.
Loài này được tìm thấy ở Bolivia, Brazil, Colombia, Ecuador, Guyana, Peru và Venezuela. Môi trường sống tự nhiên của nó là rừng ẩm nhiệt đới hoặc cận nhiệt đới và rừng trước đây bị suy thoái nặng nề.
Năm phân loài hiện được công nhận: 